# Timbaland
Timothy Zachery Mosley (Virginia Beach, Virginia, SAD, 10. ožujka 1972.), umjetničkog imena Timbaland, američki je producent, pjevač, tekstopisac i reper. Značajna je osoba u svijetu glazbe, pomagao je mnogim poznatim glazbenim umjetnicima u izradi pjesama i albuma od ranih '90-ih do danas, među ostalim tu su Nelly Furtado, Justin Timberlake, Madonna, OneRepublic, Pussycat Dolls, Nicole Scherzinger, Rihanna, 50 Cent, Keri Hilson, Missy Elliott, Akon, T-Pain, te mnogi drugi. Višestruki je dobitnik nagrade Grammy. Poznat je po tome da je zajedno s prijateljem iz djetinjstva i reperom Magoo bio u pop/rap duou "Timbaland & Magoo". Timbaland je bio jedan od najplaćenijih ljudi u glazbenoj industriji, zaradivši 22 milijuna američkih dolara u 2008. godini, prema časopisu Forbes. Prema kampanji "Keep It Fit" Timbaland je tijekom 2007. – 2008. godine plaćen 45 milijuna američkih dolara za produciranje pjesama drugih izvođača.

## Karijera
Timbaland je 2006. godine osnovao producentsku kuću Mosley Music Group te je iste godine započeo suradnju s Nelly Furtado i Justinom Timberlakeom što je rezultiralo višemilijunskim prodajama albuma i singlova za oba izvođača. Sljedeće godine Timbaland je izdao uspješan album Shock Value, dok je 2008. sudjelovao u produciranju Madonninog albuma Hard Candy, M. Pokora-inog MP3 i zadnjeg albuma Chrisa Cornella, Scream. Krajem 2009. godine izdao je svoj treći samostalni album Shock Value II.

## Privatni život
U studenom 2007. godine Timbaland i njegova zaručnica Monique Idlett dobili su kćer Reagan, dok Timbaland ima sina Demetriusa iz prijašnje veze. Monique je radila u Timbalandovoj producentskoj kući MMG. Kasnije, u lipnju 2008. godine njih dvoje su se vjenčali.
Timbaland ima mlađeg brata Sebastiana koji je također reper.

## Diskografija

### Timbaland & Magoo
- 1997.: Welcome to Our World
- 2001.: Indecent Proposal
- 2003.: Under Construction, Part II

### Samostali albumi
- 1998.: Tim's Bio: Life from da Bassment
- 2007.: Shock Value
- 2009.: Shock Value II
- 2012.: Shock Value III

### Kompilacije
- 2007.: Remix & Soundtrack Collection

## Turneje
- 2008.: Shock Value 2008 Tour (otkazano)
- 2010.: Shock Value II Tour

## Nagrade
Od 33 nominacije za razne prestižne nagrade Timbaland je osvojio 11 nagrada:
- Teen Choice Awards
  - 2006.: "Promiscuous" najbolja ljetna pjesma
  - 2006.: "Promiscuous" najbolja R&B/Hip-Hop pjesma
  - 2007.: "The Way I Are" najbolja Rap pjesma
  - 2007.: Timbaland najbolji Rap izvođač
- Vibe Awards
  - 2007.: Timbaland producent godine
- MTV Australia Awards
  - 2007.: "SexyBack" najbolji Hook-up za pjesmu
- Grammy Awards
  - 2007.: "SexyBack" najbolja plesna izvedba
  - 2008.: "LoveStoned/I Think She Knows" najbolja plesna izvedba
- BET Hip Hop Awards
  - 2007.: Timbaland producent godine
- People's Choice Awards
  - 2008.: "Give It to Me" omiljena Hip-Hop pjesma
- American Society of Composers, Authors and Publishers
  - 2008.: Timbaland tekstopisac godine

## Vanjske poveznice
- Službena stranica (engl.)
- Timbaland na YouTube-u (engl.)
- Timbaland u internetskoj bazi filmova IMDb-u (engl.)
- MosleyMusicGroup (engl.)